# A Good Day to Die Hard
A Good Day to Die Hard (prt: Die Hard - Nunca É Bom Dia para Morrer; bra: Duro de Matar: Um Bom Dia para Morrer ou Duro de Matar - Um Bom Dia para Morrer) é um filme de ação estadunidense de 2013 e o quinto filme da série de filmes Die Hard. O filme foi dirigido por John Moore e escrito por Skip Woods e estrelado por Bruce Willis como John McClane. A trama principal encontra McClane viajar para a Rússia para encontrar o seu filho distante, Jack, fora da prisão, mas logo é pego no fogo cruzado de uma conspiração terrorista, outros destaques que também estão no filme são Jai Courtney, Sebastian Koch e Cole Hauser. Falava-se de uma quarta sequência de Die Hard (1988) antes do lançamento de Live Free or Die Hard (2007), com Willis afirmando que esta não seria a última da série, mas a pré-produção não começar até setembro de 2011, quando John Moore foi anunciado oficialmente como o diretor. As filmagens começaram em abril de 2012, principalmente em Budapeste, Hungria.
A Good Day to Die Hard estreou em Los Angeles no dia 31 de janeiro de 2013, coincidindo com o lançamento de um mural de Die Hard no Fox Lot, e foi lançado em determinados territórios do sudeste e da Ásia Oriental em 7 de fevereiro e nos Estados Unidos e no Canadá na quarta-feira à noite de 13 de fevereiro. É o primeiro filme Die Hard que usa Dolby Atmos Surround Mixing e também o primeiro a ser lançado nos cinemas IMAX. O filme foi uma decepção crítica, recebendo críticas negativas em sua maioria, mas, no entanto, arrecadou mais de três vezes o seu orçamento em todo o mundo.

## Sinopse
Em Nova Iorque o policial John McClane está em busca de informações sobre o filho Jack, com quem não fala há alguns anos. Com a ajuda de um amigo, ele descobre que seu filho se encontra preso na Rússia, acusado de homicídio. John parte para Moscou na intenção de rever o filho e, pouco após chegar, acaba encontrando-o em plena fuga do tribunal onde seria julgado. Jack está com Yuri Komarov, um ex-bilionário que diz ter em mãos um arquivo que pode incriminar o potencial candidato a ministro da defesa da Rússia, Chagarin.
John ajuda-o sem saber que Jack trabalha para a CIA, e esta tenta proteger Komarov pois também deseja o arquivo. Apesar dos esforços de John e Jack, Komarov acaba nas mãos dos homens de Chagarin, e é levado à cidade abandonada de Pripyat, na Ucrânia, onde se encontra o arquivo.

## Elenco
- Bruce Willis — John McClane
- Jai Courtney — John "Jack" McClane, Jr., filho de John McClane
- Sebastian Koch — Yuri Komarov
- Yuliya Snigir — Irina Komarov, filha de Yuri
- Mary Elizabeth Winstead — Lucy McClane, filha de John McClane
- Sergei Kolesnikov — Viktor Chagarin
- Radivoje Bukvić — Alik, principal executor da Chagarin.
- Cole Hauser — Mike Collins, agente da CIA e parceiro de Jack.
- Amaury Nolasco — Murphy, policial e amigo de McClane.
- Ganxsta Zolee — motorista do veículo blindado
- Péter Takátsy — promotor
- Pavel Lychnikoff — taxista
- Megalyn Echikunwoke — repórter
- Melissa Tang — Lucas
- Ivan Kamaras — motorista do Classe G
- Sophie Raworth — repórter da BBC News (ela mesma)

## Produção

### Pré-produção
A produção foi anunciada formalmente em 2010, com o escritor de X-Men Origens: Wolverine e The A-Team, Skip Woods, confirmado como roteirista do filme. Noam Murro foi originalmente para dirigir o filme, mas este foi escolhido para dirigir a prequela de 300, 300: Rise of an Empire. John Moore foi posteriormente convidado para substituí-lo.
O filme foi originalmente intitulado "Die Hard 24/7". Os meios de comunicação especularam que o filme seria um crossover entre Die Hard e 24, com Kiefer Sutherland para reprisar seu papel como Jack Bauer ao lado de John McClane. Isso nunca foi confirmado pelo estúdio, e o título do filme foi revelado mais tarde para ser A Good Day to Die Hard—com mais nenhuma menção de qualquer envolvimento da série 24—com uma data de lançamento de 14 de fevereiro de 2013.

### Elenco
Bruce Willis voltou como John McClane, e manifestou o desejo de gravar A Good Day to Die Hard e um sexto da série antes de aposentar o personagem.
Ao converter o papel de Jack McClane, os estúdios consideraram vários atores, incluindo Liam Hemsworth e James Badge Dale, antes de finalmente se decidir sobre o ator australiano Jai Courtney. Mary Elizabeth Winstead também aparece no filme, reprisando seu papel como da filha Lucy McClane.
Sebastian Koch interpreta o principal antagonista do filme, Yuri Komarov, enquanto Yuliya Snigir e Cole Hauser caracterizados como personagens secundários Irina e Collins. O elenco foi completado pelos atores Amaury Nolasco como um amigo de McClane, Pavel Lychnikoff como um motorista de táxi, e Megalyn Echikunwoke, Anne Vyalitsyna, e Ivan Kamaras em papéis menores.

### Gravação
A produção começou na Hungria, em abril de 2012, com a capital Budapeste em pé para Moscou. Um campo de tiro militar perto de Hajmáskér foi usado para disparar munição real, enquanto acrobacias veiculares foram gravados em Hungaroring , um circuito de corridas de Fórmula 1 em Mogyoród.
Em julho de 2012, ocorreu um incêndio no set durante as filmagens de um golpe aéreo, embora ninguém ficou ferido e a gravação foi retomada após um pequeno atraso.
Ao criar o estilo visual do filme, Moore queria que o trabalho de câmera a ser quase inteiramente na mão, utilizando três quatro de perfuração 35 mm ARRI câmeras equipadas com lentes longas para capturar apertados close-ups, como Moore explicou, "McClane está em um mundo estranho, com pouco ou nenhum controle inicial sobre o meio ambiente. Ele é incapaz de antecipar as coisas como ele normalmente poderia. Ele é pego de surpresa, e nós queremos a câmera para imitar a surpresa e confusão". Moore também optou por criar o maior número de efeitos do filme na câmera quanto possível, usando apenas efeitos visuais para melhorar elementos ou a pintura em fundos.

### Pós-produção
Uma versão especialmente censurada foi preparada para lançamento nos cinemas no Reino Unido, que foi cortado da linguagem e da violência, a fim de atingir um 12A, a pedido dos distribuidores.[carece de fontes?] A versão dos EUA é classificado como impróprio e é sem cortes. O áudio do filme foi mixado em som Dolby Atmos surround. Em fevereiro de 2013, o diretor Moore começou a trabalhar no corte de um diretor.

## Trilha sonora
Marco Beltrami, que compôs a trilha sonora para o filme anterior, Live Free or Die Hard, voltou para A Good Day to Die Hard. Beltrami incorpora novamente o material de Michael Kamen dos três primeiros filmes em sua pontuação. O álbum da trilha sonora foi lançado em 14 fevereiro de 2013 em formato digital e em lojas pela Sony Classical. Cinco orquestradores estavam envolvidos, Pete Anthony, Jon Kull, Dana Niu, Rossana Galante, Andrew Kinny. Orquestra conduzida por Pete Anthony.
Pontuação programado por Buck Sanders, música adicional por Marcus Trumpp e Brandon Roberts.
Todas as músicas compostas por Marco Beltrami.
| N.º | Título                                 | Duração |  |
| 1.  | "Yuri Says, “привет”"                  | 2:19    |  |
| 2.  | "Getting Yuri to the Van"              | 2:14    |  |
| 3.  | "Jack Makes the Call"                  | 2:53    |  |
| 4.  | "Everyone to the Courthouse"           | 3:09    |  |
| 5.  | "Court Adjourned"                      | 2:19    |  |
| 6.  | "Truckzilla (Act 1)"                   | 3:38    |  |
| 7.  | "Yippie Kay Yay, Mother Russia!"       | 1:54    |  |
| 8.  | "Truckzilla (Act 2)"                   | 2:00    |  |
| 9.  | "Father & Son"                         | 1:24    |  |
| 10. | "To the Safe House"                    | 1:51    |  |
| 11. | "Regroup"                              | 2:30    |  |
| 12. | "Leaving the Safe House"               | 1:59    |  |
| 13. | "Getting to the Dance Floor"           | 1:34    |  |
| 14. | "Too Many Kolbasas on the Dance Floor" | 3:53    |  |
| 15. | "What's So Funny?"                     | 2:30    |  |
| 16. | "McClanes Get the Bird"                |         |  |
| 17. | "Scumbags"                             |         |  |
| 18. | "Entering Chernobyl"                   | 4:07    |  |
| 19. | "Into the Vault"                       | 2:17    |  |
| 20. | "Rubbed Out at the Spa"                | 2:07    |  |
| 21. | "Sunshine Shootout"                    | 1:37    |  |
| 22. | "Get to the Choppa!"                   | 2:59    |  |
| 23. | "Chopper Takedown"                     | 3:26    |  |
| 24. | "It's Hard to Kill a McClane"          | 2:59    |  |
| 25. | "Triple Vodka Rhapsody"                | 1:55    |  |
| 26. | "McClane's Brain"                      | 2:00    |  |

## Lançamento

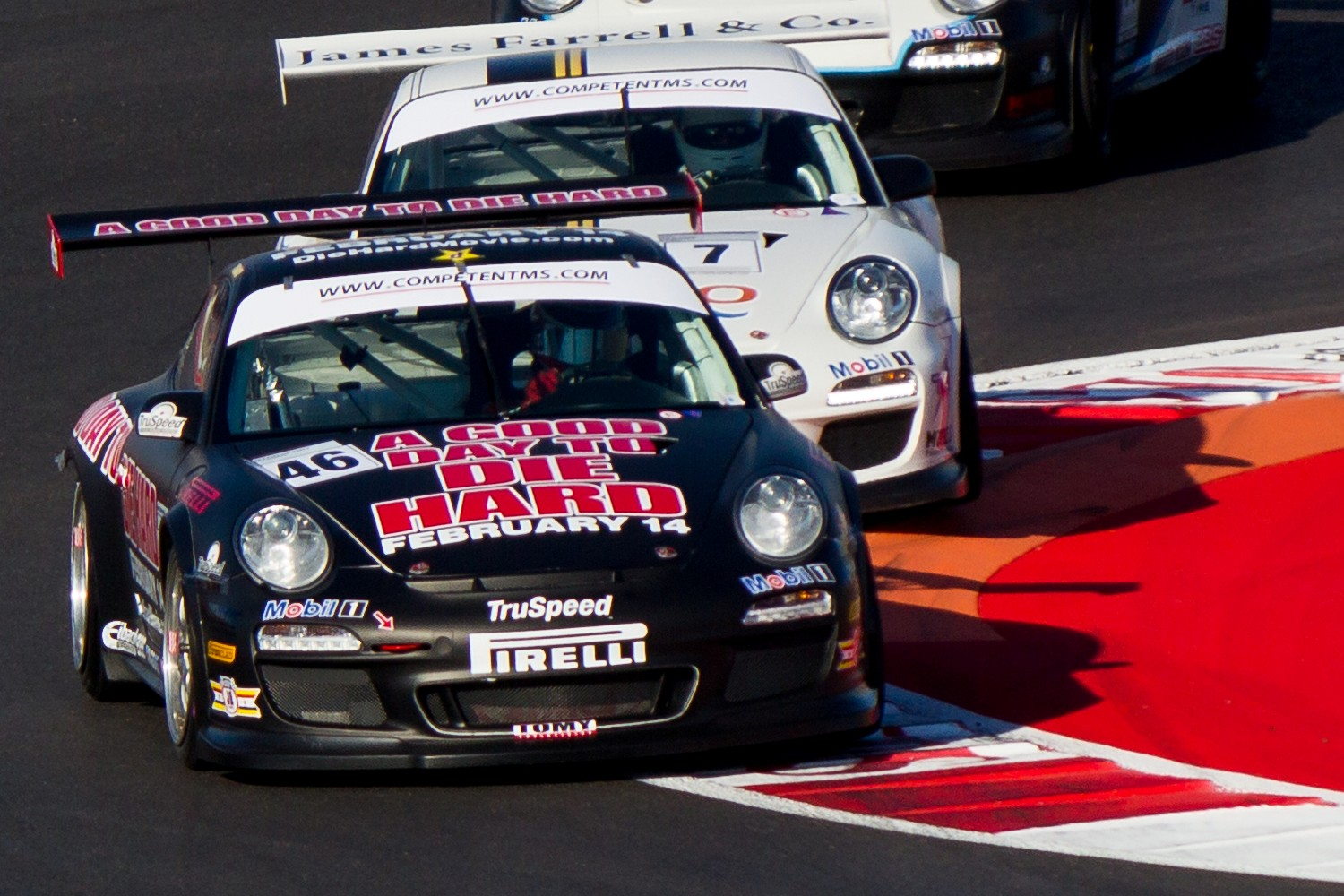
1. 46 TruSpeed Porsche GT3 durante uma corrida da 2012 Supercup (que funcionou como um apoio para o GP dos EUA 2012) promover a data de lançamento em 14 de fevereiro de 2013.

Em 31 de janeiro de 2013, a 20th Century Fox realizou uma homenagem especial para o 25º aniversário da franquia Die Hard, revelando um mural de uma cena de Die Hard (1988) em Sound Stage 8 do Fox Lot. Depois, a seleção estreia de A Good Day to Die Hard foi mostrado Duas estreias adicionais foram realizados na Europa que antecederam a liberação comercial do filme : uma em Berlim, Alemanha, em 4 de fevereiro e a segunda em Londres, Inglaterra em 7 de fevereiro. A Good Day to Die Hard foi comercialmente lançado pela primeira vez na Indonésia em 6 de fevereiro de 2013 e , em seguida, abriu em determinados territórios do sudeste e da Ásia Oriental em 7 de fevereiro.
Nos Estados Unidos e Canadá, o filme foi distribuído para 2.328 cinemas para apresentações noturnas em 13 de fevereiro. Cinemas selecionados também realizaram de uma só vez uma maratona especial de todos os filmes Die Hard para levar o lançamento de A Good Day to Die Hard em todo o país, com Bruce Willis fazendo uma aparição pessoal em uma dessas maratonas em Nova York para agradecer os fãs. O filme , em seguida, expandiu-se para um total de 3.553 cinemas, incluindo cinemas IMAX, em 14 de fevereiro.

## Recepção
Ao contrário dos filmes anteriores da série, A Good Day to Die Hard foi amplamente criticado pelos críticos. Baseado em 210 comentários recolhidos pelo Rotten Tomatoes, o filme recebeu 14% de aprovação dos críticos, com uma pontuação média de 3.9/10. Por comparação, Metacritic, que atribui uma classificação normalizada no intervalo de 0-100 com base em comentários das principais críticos convencionais, que calculou uma pontuação média de 28 com base em 40 comentários, indicando reação "geralmente desfavorável". em ambos os sites, o filme ranking mais baixo entre os filmes Die Hard. Enquetes do CinemaScore informaram que os cinéfilos deram nota média ao filme era "B+" em um A+ para F escala, e que o público desvia ligeiramente masculino e mais velhos.

### Bilheteria
A Good Day to Die Hard arrecadou 67.349.198 dólares na América do Norte e 237.304.984 dólares em outros territórios para um total mundial de 304.654.182 contra um orçamento de 92 milhões. O filme arrecadou três vezes o orçamento.
Na América do Norte, A Good Day to Die Hard arrecadou um valor estimado de 840,000 a partir de suas apresentações noturnas em 2.328 locais de quarta-feira, 13 de fevereiro, 2013. No dia seguinte, em um adicional de 1.225 localidades , o filme conseguiu acumular 8.239.116, abrindo em 2º atrás de Safe Haven. No entanto, para o dia do fim de semana conjunto do Dia do Presidente de 4 dias, A Good Day to Die Hard abriu em primeiro lugar com 28.640.657, elevando seu total em que apontam para 36.879.773.
No exterior, A Good Day to Die Hard arrecadou 10.860.000 em seu primeiro fim de semana. Abertura em sete mercados asiáticos em 1.182 locais, uma semana antes do lançamento da América do Norte (6-7 fevereiro) para aproveitar o feriado do Ano Novo Chinês, a maioria bruta do filme veio da Coreia do Sul, com o filme estabelecendo também um recorde na Fox na Indonésia e um recorde da série em Hong Kong.

### Home media
A Good Day to Die Hard foi lançado em DVD e Blu-ray em 4 de junho de 2013. Há um corte prolongado que só está disponível na versão Blu-ray. Possui uma perseguição de carro mais por Moscou e algumas outras cenas ligeiramente alargados. Além disso, elimina completamente Lucy do filme.